# Scout B

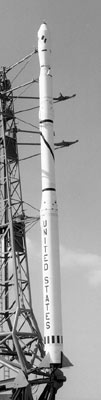
Um foguete Scout B-1.

O Scout B, era um foguete espacial do Estados Unidos alimentado exclusivamente por combustível sólido e foguete derivado Escoteiro A . Ele foi projetado como um lançador de baixo custo, sendo capaz de lançar cargas de até 143 kg em órbitas baixas. Foi usado em três locais de lançamento: a Base da Força Aérea de Vandenberg na Califórnia; o complexo da Ilha Wallops; e o Complexo de Lançamento de San Marco.

## Lançamentos de história[1][2]
| Voo | Data                   | Rampa de lançamento               | Carregar      | Resultado     | Notas                                                                                |
| --- | ---------------------- | --------------------------------- | ------------- | ------------- | ------------------------------------------------------------------------------------ |
| 1   | 10 de agosto de 1965   | Wallops Island                    | SECOR 5 / SEV | Sucesso       | Primeiro lançamento de um Scout B.                                                   |
| 2   | 22 de abril de 1966    | Base da Força Aérea de Vandenberg | OV3 1         | Sucesso       |                                                                                      |
| 3   | 10 de junho de 1966    | Wallops Island                    | OV3 4         | Sucesso       |                                                                                      |
| 4   | 4 de agosto de 1966    | Base da Força Aérea de Vandenberg | OV3 3         | Sucesso       |                                                                                      |
| 5   | 28 de outubro de 1966  | Base da Força Aérea de Vandenberg | OV3 2         | Sucesso       |                                                                                      |
| 6   | 31 de janeiro de 1967  | Base da Força Aérea de Vandenberg | OV3 5         | Falhou        | Falha da última etapa.                                                               |
| 7   | 26 de abril de 1967    | Plataforma San Marco              | San Marco 2   | Sucesso       |                                                                                      |
| 8   | 30 de maio de 1967     | Base da Força Aérea de Vandenberg | ESRO 2A       | Falhou        | Falha da terceira etapa.                                                             |
| 9   | 19 de outubro de 1967  | Wallops Island                    | RAM C1        | Sucesso       |                                                                                      |
| 10  | 5 de dezembro de 1967  | Base da Força Aérea de Vandenberg | OV3 6         | Sucesso       |                                                                                      |
| 11  | 5 de março de 1968     | Wallops Island                    | Explorer 37   | Falha parcial | Ele falhou na última etapa, deixando o satélite em uma órbita diferente da esperada. |
| 12  | 17 de maio de 1968     | Base da Força Aérea de Vandenberg | ESRO 2B       | Sucesso       |                                                                                      |
| 13  | 8 de agosto de 1968    | Base da Força Aérea de Vandenberg | Explorer 39   | Sucesso       |                                                                                      |
| 14  | 22 de agosto de 1968   | Wallops Island                    | RAM C2        | Sucesso       |                                                                                      |
| 15  | 3 de outubro de 1968   | Base da Força Aérea de Vandenberg | ESRO 1A       | Sucesso       |                                                                                      |
| 16  | 1 de outubro de 1969   | Base da Força Aérea de Vandenberg | ESRO 1B       | Falha parcial | Falha da quarta etapa, órbita final diferente da esperada.                           |
| 17  | 8 de novembro de 1969  | Base da Força Aérea de Vandenberg | Azur          | Sucesso       |                                                                                      |
| 18  | 30 de setembro de 1970 | Wallops Island                    | RAM C3        | Sucesso       |                                                                                      |
| 19  | 9 de novembro de 1970  | Wallops Island                    | OFO 1 / RM 1  | Sucesso       |                                                                                      |
| 20  | 12 de dezembro de 1970 | Plataforma San Marco              | Uhuru         | Sucesso       |                                                                                      |
| 21  | 24 de abril de 1971    | Plataforma San Marco              | San Marco 3   | Sucesso       |                                                                                      |
| 22  | 20 de junho de 1971    | Wallops Island                    | PAET          | Sucesso       |                                                                                      |
| 23  | 8 de julho de 1971     | Wallops Island                    | Explorer 44   | Sucesso       |                                                                                      |
| 24  | 20 de setembro de 1971 | Wallops Island                    | BIC           | Sucesso       |                                                                                      |
| 25  | 15 de novembro de 1971 | Plataforma San Marco              | Explorer 45   | Sucesso       | Último vôo de um Scout B.                                                            |